# (4052) Crovisier
Pour les articles homonymes, voir Crovisier.
(4052) Crovisier est un astéroïde de la ceinture principale.

## Description
(4052) Crovisier est un astéroïde de la ceinture principale. Il fut découvert le 28 février 1981 à Siding Spring par Schelte J. Bus. Il présente une orbite caractérisée par un demi-grand axe de 3,03 UA, une excentricité de 0,07 et une inclinaison de 9,1° par rapport à l'écliptique.

## Compléments